# Golful Hudson

Zona golfului Hudson, în nordul Canadei.

Golful Hudson (în engleză Hudson Bay, în franceză baie d'Hudson, în inuktitut Kangiqsualuk Ilua) este un golf imens (cu suprafața de 822.325 km2 sau de 1,23 milioane km2 dacă se iau în considerare Golful James și Bazinul Foxe) dar relativ puțin adânc în nord-estul Canadei, considerat în prezent ca făcând parte din Oceanul Arctic. Este mărginit de provinciile canadiene Quebec, Ontario, Manitoba și Nunavut, dar bazinul său se întinde la sud până în Dakota de Nord și Minnesota și la vest până în Alberta. În partea de sud-est, golful se continuă cu golful James. La est comunică cu Oceanul Atlantic prin Strâmtoarea Hudson iar la nord cu restul Oceanului Arctic, respectiv cu Bazinul Foxe.
În nord-est, peninsula Ungava separă Golful Hudson de Golful Ungava.

## Geografie

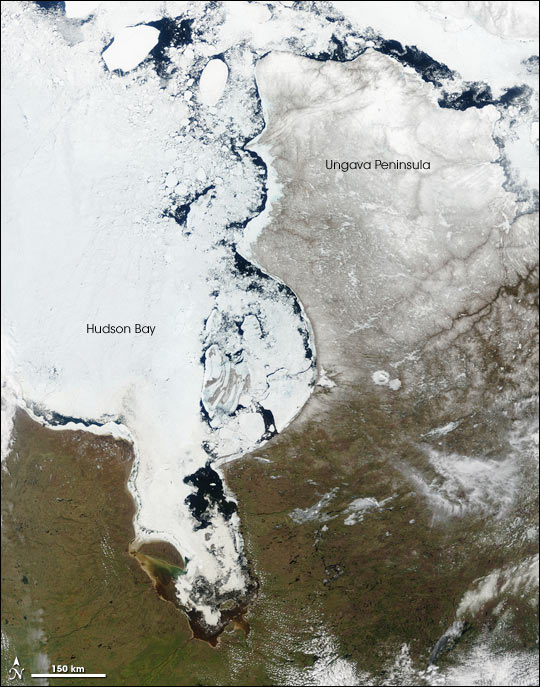
Imagine din satelit a estului golfului Hudson, în mai 2005

Distanța maximă în golf pe direcție nord-sud, de la strâmtoarea Hudson până la capătul sudic al golfului James este de cca. 1.500 km , în timp ce pe direcție est-vest, de la peninsula Ungava (Québec) până la coasta opusă aparținând de Nunavut, distanța maximă este de 830 km. Volumul golfului este de cca. 200.000 km3 iar adâncimea medie de 128 m. Lungimea totală a coastelor atinge 12268 km, din acest punct de vedere golful Hudson fiind cel mai mare din lume (ca și suprafață, golful Bengal este mai mare).
Apa golfului Hudson este mai puțin sărată decât media oceanului planetar. Aceasta se datorează evaporării reduse (deoarece golful este înghețat în cea mai mare parte a anului), aportului mare de apă dulce prin râuri (cca. 700 km3 anual) și a legăturii limitate cu Oceanul Atlantic (și salinitatea sa mai ridicată).
Deși este navigabil, golful Hudson nu a prezentat o importanță prea mare pentru navigație, cu excepția perioadei de la sfârșitul secolului al XVII-lea când a servit ca "poartă de intrare" pentru explorarea Canadei centrale și de vest.
Recent însă, datorită perioadelor mai lungi fără ghețuri în zona arctică și a reducerii suprafeței ocupate de ghețuri în acea zonă în general, a revenit în atenție ideea unei rute comerciale între Rusia și Canada, numită Podul Arctic, care să traverseze Arctica și să lege portul canadian Churchill de la golful Hudson cu orașul rus Murmansk.

### Coastele golfului
Țărmurile vestice ale golfului fac parte din Câmpia Golfului Hudson care acoperă o arie totală de cca. 324,000 km2. Zona este străbătută de numeroase râuri, tipul de sol și însăși tipul de vegetație ce crește acolo fiind cunoscut sub numele de muskeg. Formele de relief sunt rezultatul acțiunii ghețarilor din timpul ultimei glaciațiuni. 
În schimb, cea mai mare parte a coastelor estice reprezintă marginea vestică a Scutului Canadian, fiind stâncoase și deluroase. Vegetația de aici este de tipul pădurilor boreale, iar mai la nord de tip tundră.

### Afluenți
Printre cele mai mari râuri și fluvii care se varsă în Golful Hudson (incluzând și Golful James) se numără:
- Albany, în Ontario
- Attawapiskat, în Ontario
- Broadback, în Québec
- Churchill, în Manitoba
- Fluviul Eastmain, în Québec
- La Grande Rivière, în Québec
- La Grande Rivière de la Baleine (în limba engleză: Great Whale River), în Québec
- Hayes, în Manitoba
- Moose, în Ontario
- Nelson, care face legătura între lacul Winnipeg și golful Hudson.
- Nottaway, în Québec
- Rupert, în Québec
- Severn, în Ontario
- Winisk, în Ontario

### Insule
Golful conține numeroase insule, mai ales în apropierea coastei estice. Toate aceste insule aparțin de teritoriul canadian Nunavut. Cele mai importante insule și grupuri de insule sunt:
- insula Southampton
- insulele Belcher
- insulele Ottawa
- insula Mansel
- insula Coats
- insula Akimiski (în golful James)
- insula Charlton (în golful James)

## Populație
Regiunea din jurul golfului Hudson este foarte slab populată și constă în mare parte din inuiți și indieni cree, care se ocupă mai ales cu vânătoarea și pescuitul. Multe dintre așezările din zonă au fost fondate în secolele XVII și XVIII de către reprezentanți ai Companiei Golfului Hudson.
Între localitățile mai importante din zonă se numără:
- Arviat, Nunavut
- Attawapiskat, Ontario
- Chisasibi, Québec
- Churchill, Manitoba
- Moosonee, Ontario
- Rankin Inlet, Nunavut
- Waskaganish, Québec

## Istoric
Zona golfului Hudson a fost locuită încă din preistorie de triburi de eschimoși (inuit, în nord) și cree (în sud).
În 1610, Henry Hudson a descoperit golful, care va purta numele său, și a explorat coastele sale estice. În primăvara următoare însă, pe nava sa a izbucnit o revoltă, în urma căreia Henry Hudson și marinarii care îi erau loiali au fost lăsați în voia sorții într-o barcă și nu se cunoaște soarta sa ulterioară.

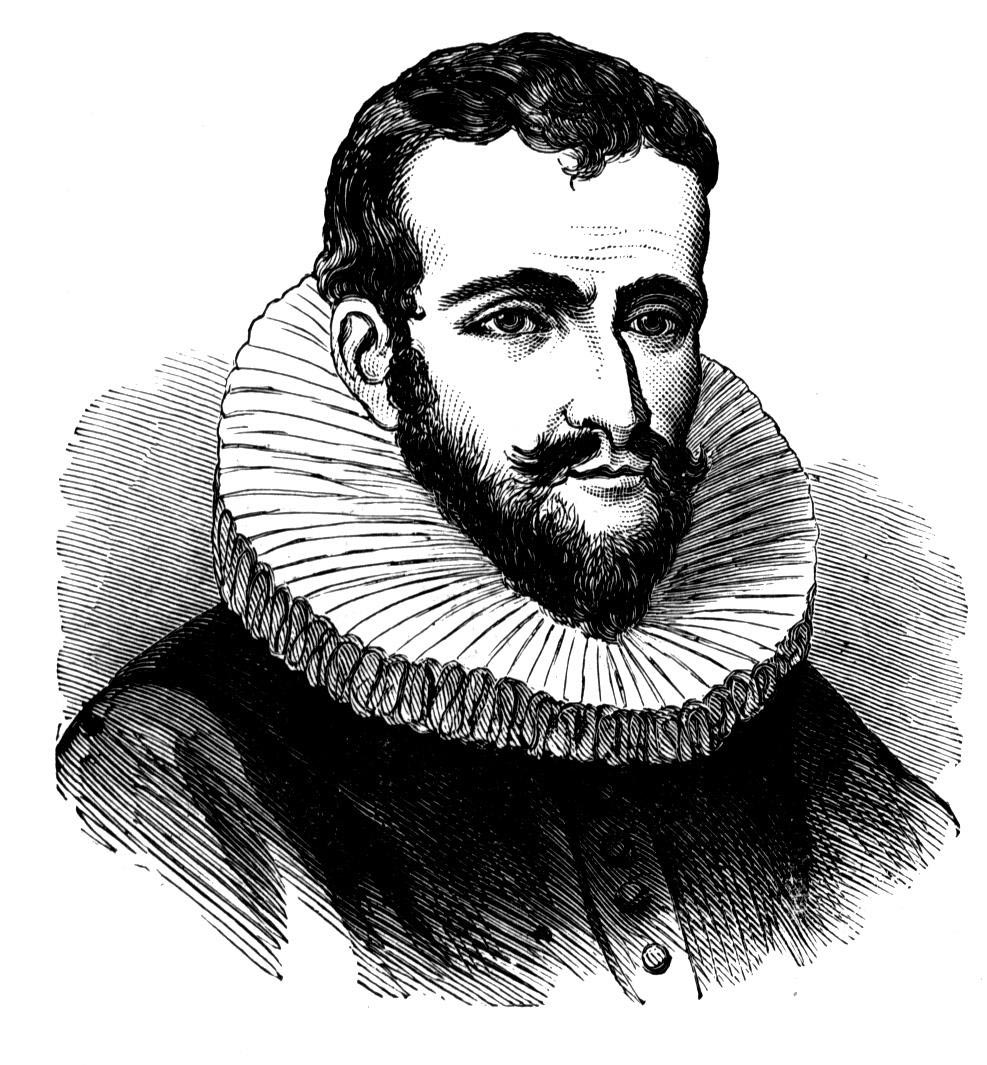
Henry Hudson

Plecat în căutarea lui Hudson, Thomas Button a explorat în 1612-1613 coasta de vest a golfului Hudson, descoperind gura fluviului Nelson și insula Mansel. Expediția lui Jens Munk din 1619 s-a încheiat și ea cu o tragedie, doar 3 oameni din 64 supraviețuind. Căutarea Pasajului de Nord-Vest a dus în 1631 la expedițiile conduse de Thomas James, care a descoperit golful ce-i poartă numele și respectiv de Luke Fox (sau Foxe) care a descoperit Bazinul Foxe și peninsula Foxe.
În 1670, succesul comerțului cu blănuri început de echipajul navei "Nonsuch", a determinat fondarea Companiei Golfului Hudson, care a și primit de la coroana britanică monopolul comerțului cu blănuri în zona bazinului golfului Hudson, zonă numită Țara lui Rupert (Rupert's land). Franța, care trimisese mai multe expediții militare în zonă, a renunțat la pretențiile ei asupra regiunii prin Tratatul de la Utrecht în aprilie 1713. 

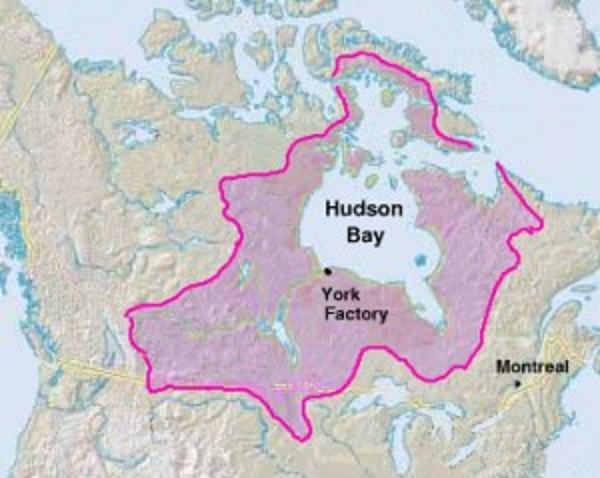
Ţara lui Rupert, corespunzând bazinului golfului Hudson

Timp de 200 de ani cât a deținut monopolul în această zonă, Compania Golfului Hudson a întemeiat numeroase forturi și avanposturi comerciale pe coasta Golfului Hudson, mai ales la vărsarea principalelor fluvii, ca de exemplu la Fort Severn, Ontario, York Factory, Manitoba și Churchill, Manitoba). Aceste locații au facilitat comerțul de blănuri cu populațiile indigene și explorarea interiorului Canadei. Ele au fost utilizate de către companie până la începutul secolului XX.
În 1870, monopolul comerțului cu blănuri a fost abolit, iar Țara lui Rupert, cu o suprafață de aproximativ 3,9 milioane km2, a fost anexată la Canada, formând o parte a Teritoriilor de Nord-Vest. Începând din 1913, golful a fost cartografiat în detaliu pentru a putea fi identificate capacitățile pentru navigația în zonă. Aceasta a dus, după Primul Război Mondial la dezvoltarea orașului Churchill, Manitoba ca port oceanic, cu importanță deosebită în exportul de cereale.
În anii 1950, unele locații de pe coastă au fost incluse în Linia Central-Canadiană, pentru detectarea unui eventual atac aerian sovietic venit peste Polul Nord.